# 니콘 D4s
니콘 D4s(Nikon D4s)는 2014년 2월 25일 출시된 니콘의 디지털 SLR 카메라이다. US $6,500 에 발매되었다. 니콘 D4s의 후속기종으로, 1,620만 화소의 CMOS 센서를 장착하였다. 다만 해당 센서는 D4의 CMOS보다 진보된 새로운 것이라고 밝혔다. 신형 센서의 ISO는 409,600까지 확장이 가능하며, 최고 셔터 속도는 1/8000초이다. 51개의 자동 초점 포인트를 가지고 있다. 다른 사양에 대해서'D4S'는'D4'의 완성도를 높인 개선판이기 때문에 다른 점은 별로 없다.

## D4와의 차이점
- AF 알고리즘을 고차원으로 조정, 예측이 어려운 피사체 및 콘트라스트가 낮은 피사체에서도 AF가 수월해졌다. 또한 고속 AF 피사체 추적, 고속으로 접근하거나 멀어지는 피사체에 대해서도 높은 AF 성능을 가지도록 변경되었다.

- 그룹 영역 AF 모드를 새롭게 탑재, AF·AE 중에서 초당 11연사의 초고속 촬영을 지원한다.

- 새로운 화상 처리 엔진 'EXPEED 4'과, 새로운 1620만 화소 풀프레임 FX 센서 탑재로 보다 높은 선명함과 입체감, 자연스러운 피부 톤을 실현. 상용 감도 영역은 ISO100 - ISO25600이며, 확장 감도는 ISO 409600까지 지원한다.

- 화상 처리 엔진의 개선으로 인터벌 촬영 제한 컷수가 기존 999장에서 9999장으로 증가됐다.

- 미러 밸런서의 향상으로 파인더 상에서 미러 매커니즘에 의한 진동을 줄이도록 변경되었다. 고속 연속 촬영 중에는 선택한 포커스 포인트가 상시 점등하기 위해 셔터를 누를 때마다 점멸하지 않도록 변경됐다. 또한 TTL 단축거리의 감소로 파인더의 외관또한 개선되었다.

- 그립 모양과 버튼 류의 배치를 개선했다.

- 유선 LAN 터미널을 탑재 (통신 규격 1000BASE-T) 및 포맷 (JPEG, RAW, TIFF)에 관계없이 촬영 후 부드럽게 고화질 데이터를 전송할 수 있게 되었다.

- 동영상이 1920 × 1080:60 p/50p의 프레임 속도를 지원한다. 해상도는 D4와 같으나, 프레임 수가 2배로 증가했다.

- 베터리 사이클이 기존 2600장에서 3020장으로 증가됐다.

## 같이 보기
- 풀프레임 DSLR